# Хотин
Хоти́н (укр. Хоти́н) — город в Днестровском районе Черновицкой области Украины. Административный центр Хотинской городской общины
Один из древнейших городов времён Киевской Руси, известный с X—XI века.

## История
В X—XI веках в составе Киевской Руси, в XII веке — Галицкого, с 1199 года — Галицко-Волынского княжества. С XIV века Хотин в разное время находился под властью Молдавского княжества, Генуи, Османской империи и Речи Посполитой. Упоминается в летописном «Списке русских городов дальних и ближних» (конец XIV века).
В мае 1600 года после того, как войска правителя Валахии и Трансильвании Михая Храброго захватили Сучаву, господарь Молдовы Иеремия Мовила с семьёй (дядя будущего киевского митрополита Петра Могилы), с окружением и бывшим правителем Трансильвании Сигизмундом Батори (племянником польского короля Стефана Батория, которому Хотинский замок был дарован в собственность), нашёл убежище в Хотинской крепости, которая в то время была под властью Речи Посполитой.

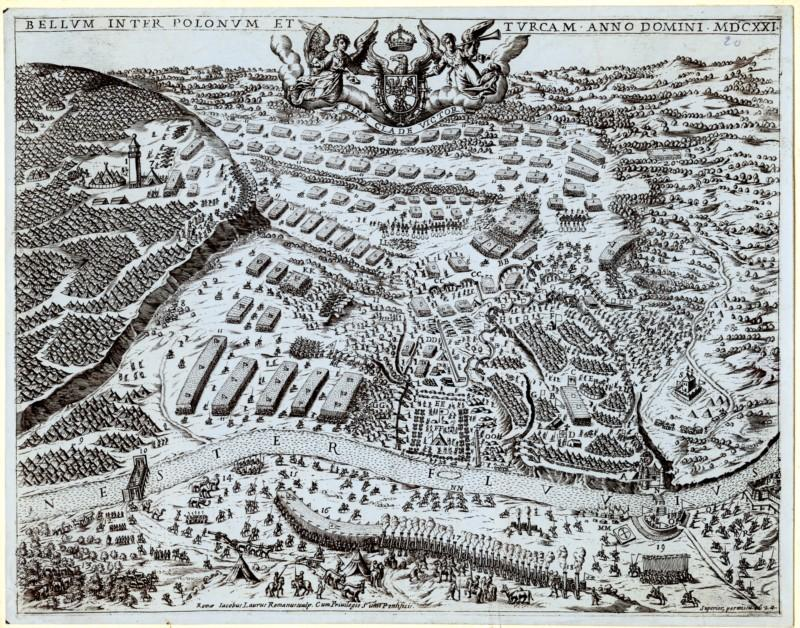
Хотинская битва, 1621

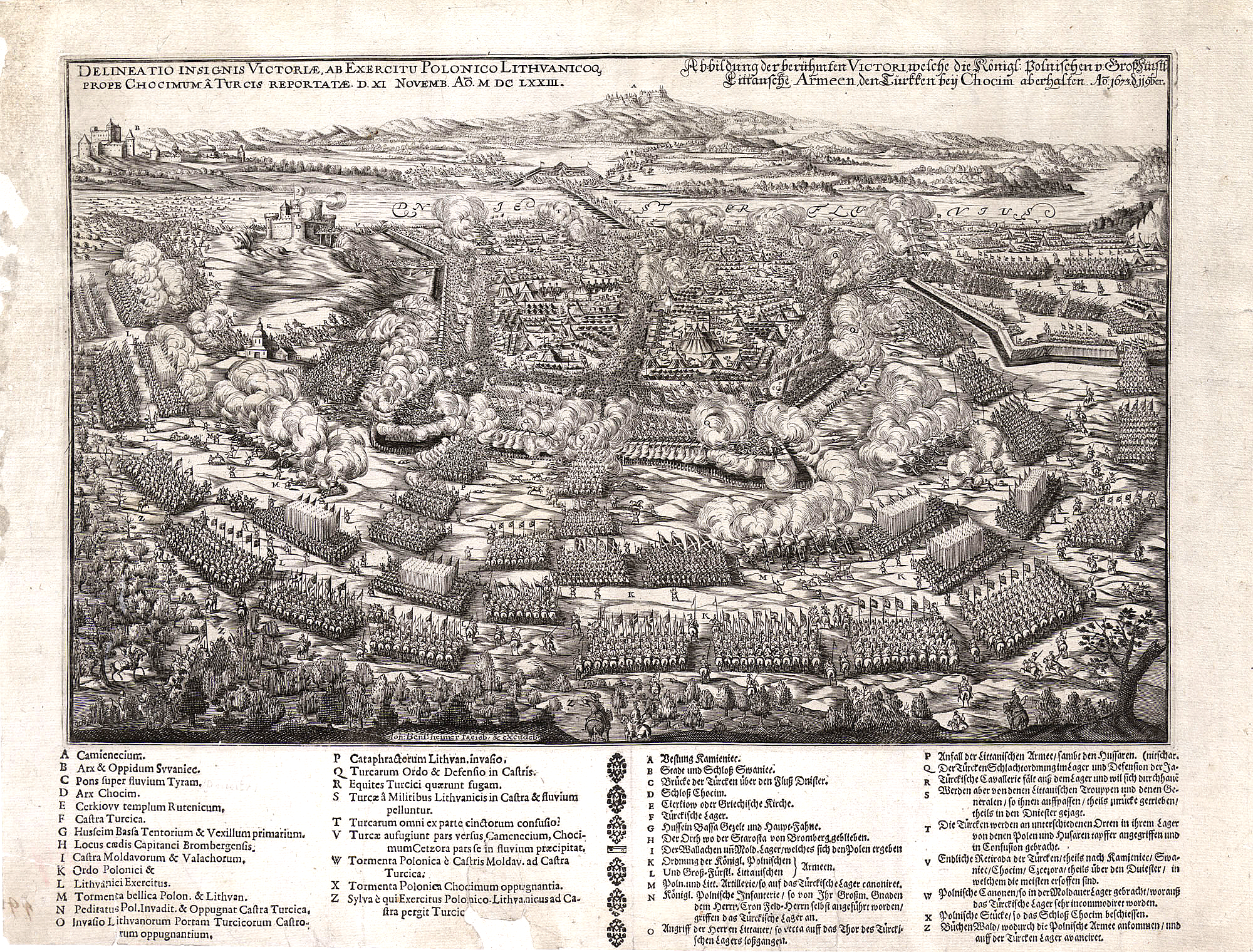
Хотинская битва, 1673

В 1621 году под Хотином состоялась Хотинская битва, в ходе которой войска Речи Посполитой великого гетмана литовского Яна-Кароля Ходкевича (35 тысяч) с Запорожским войском гетмана Петра Сагайдачного (40 тысяч) отбили численные атаки 50-тысячной османо-крымскотатарской армии. В результате битвы обе стороны понесли большие потери из-за боевых действий, голода и болезней. 29 сентября начались переговоры о заключении мира. Они закончились подписанием договора 8 октября 1621 года. Эта битва принудила Турцию на время отказаться от планов завоевания Европы, привела к внутренней политической нестабильности (восставшие янычары убили в 1622 году Османа II). По договору Польша отказывалась от Валахии, передавала султану крепость Хотин и должна была уплатить татарам 40 тысяч дукатов «на прокорм».
В 1673 году в ходе Польско-турецкой войны 1672—1676 гг. произошла Хотинская битва, в которой войска Речи Посполитой под командованием Яна Собеского наголову разгромили турок.
В 1699 году по Карловицкому мирному договору Речь Посполитая передаёт Хотин Молдавскому княжеству.
В 1713 году во время Северной Войны Хотином завладели войска Османской империи, отобрав город у Молдавии. 19 августа (пост.ст.) 1739 года крепость Хотин была взята русскими войсками под командованием генерал-фельдмаршала Бурхарда Миниха. Было взято в плен девяносто тысяч турецких солдат во главе с Колчак-пашой, что решило исход кампании в пользу России. В связи с победным исходом битвы и взятием Хотина Михаилом Ломоносовым в Германии была написана знаменитая «Ода на взятие Хотина», отправленная в Петербург в качестве примера нового стихотворства.
В 1769 году, 15 апреля, первая русская армия под командованием князя Голицына форсировала Днестр и двинулась к турецкой крепости Хотин. Гарнизон Хотина составлял около 30 тысяч человек. Голицын имел 80 тысяч человек, однако на штурм не решился. 21 апреля он приказал отойти от Хотина и двигаться назад в Россию. В первых числах июля Голицын, по требованию Екатерины II, во второй раз переправился через Днестр и обложил Хотин. 22 июля он отбил нападение многочисленного татарского войска, но 25 июля к Хотину двинулось турецкое войско вместе с татарской ордой под общим командованием Молдованджи Али-паши. 1 августа Голицын собрал военный совет, на котором было решено опять уходить за Днестр.
После русско-турецкой войны 1806—1812 гг. Хотин был освобождён Российской империей и стал административным центром Хотинского уезда Бессарабской губернии.
В 1918 году на приграничный Хотин претендовало 5 стран: Россия, Украинская народная республика, Молдавская народная республика, Австро-Венгрия и Румыния, которая, пользуясь моментом, 10 ноября 1918 года оккупировала Хотин и присоединила территорию к Румынии вместе со всей бывшей Бессарабской губернией (как уездный центр вошёл в состав новообразованной провинции Бессарабия). В январе 1919 года в регионе вспыхнуло антирумынское Хотинское восстание, на непродолжительное время была установлена власть Украинской Хотинской директории, которая пала 1 февраля 1919 года. 28 июня 1940 года после присоединения Бессарабии и Северной Буковины к СССР стал районным центром Украинской ССР.
28 июня 1940 года здесь началось издание районной газеты.
В 1988 году здесь был построен новый клуб с залом на 700 мест.
В 2020 году, в ходе административно-территориальной реформы, Хотинский район был упразднён, а город стал административным центром Хотинской городской общины Днестровского района

## Население

### Языковой состав
Родной язык населения по данным переписи 2001 года:
| Язык       | Численность, чел. | Доля     |
| ---------- | ----------------- | -------- |
| Украинский | 10 427            | 93,73 %  |
| Русский    | 552               | 4,96 %   |
| Другое     | 145               | 1,31 %   |
| Итого      | 11 124            | 100,00 % |

## Достопримечательности
Государственный историко-архитектурный заповедник «Хотинская крепость»(XIII—XV вв.), княжеский дворец (XV в.), часовня (XV в.).
С 2012 года на территории крепости проходит международный фестиваль исторической реконструкции средневековья Средневековый Хотин. На территории крепости записано более 50 кинофильмов. Среди них: «Захар Беркут», «Д’Артаньян и три мушкетёра», «Тарас Бульба», «Чёрная стрела», «Могила льва», «На войне как на войне», «Русалонька», «Баллада о доблестном рыцаре Айвенго» и другие.

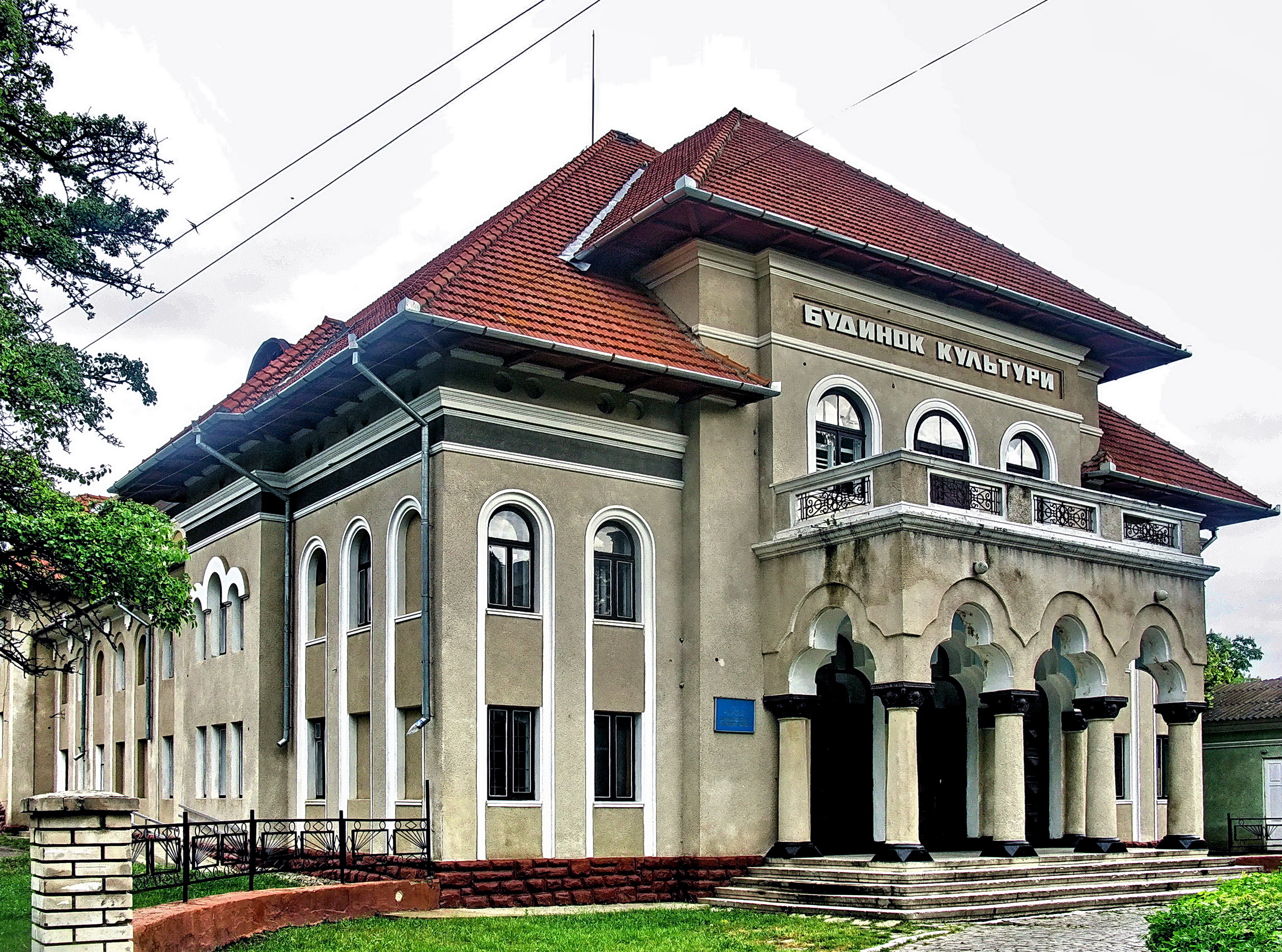
Городской театр
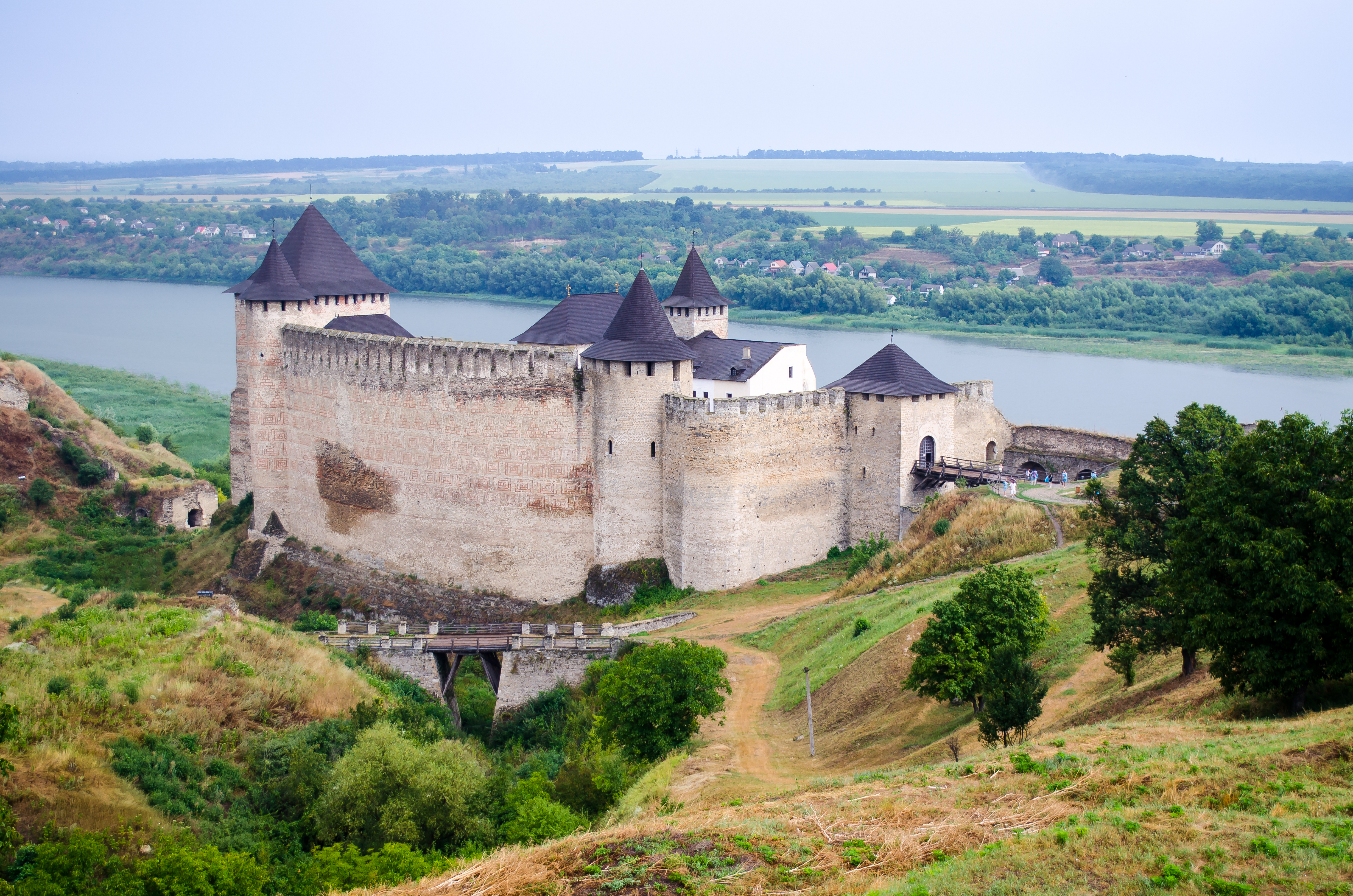
Хотинская крепость
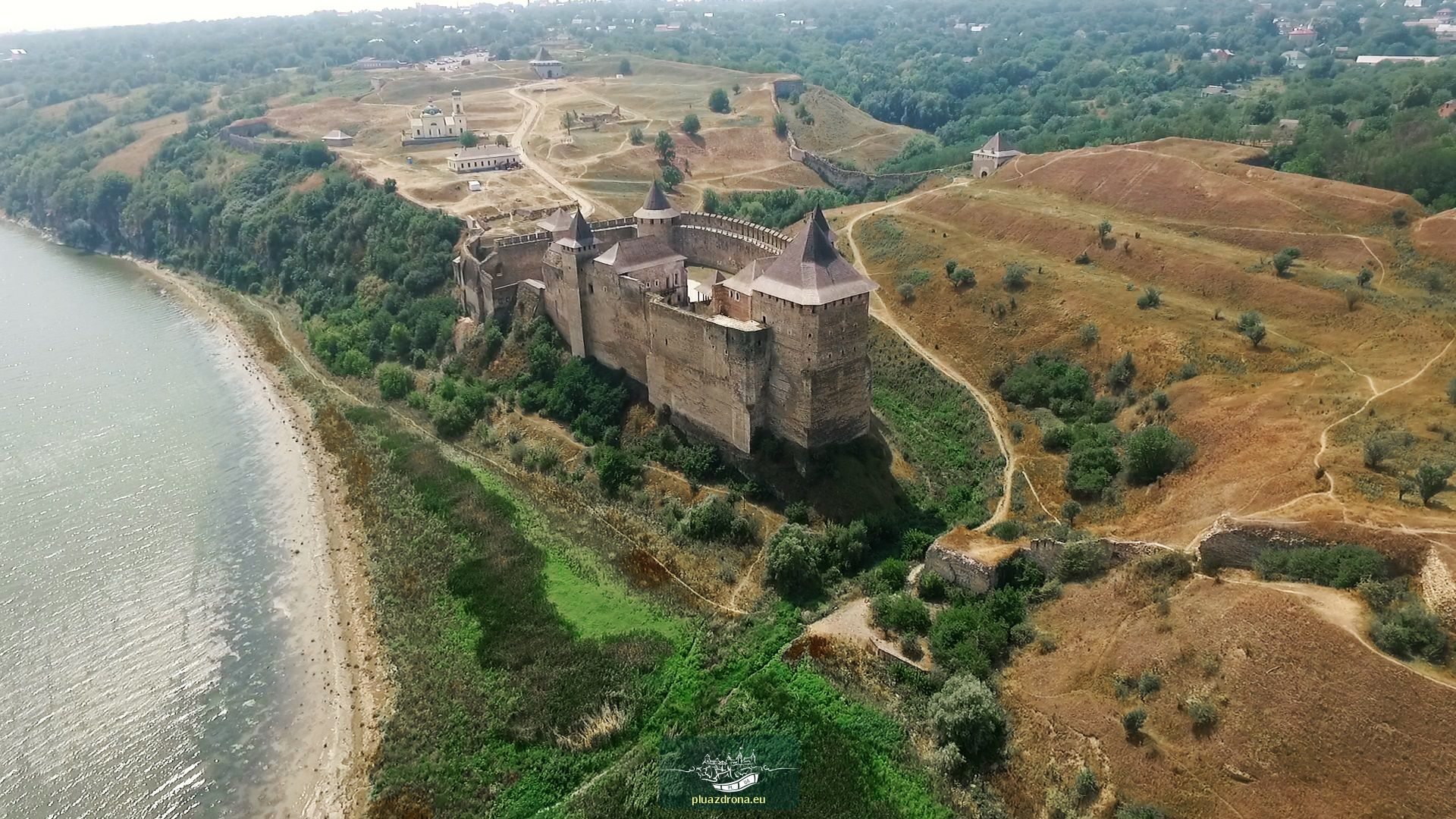
Хотинская крепость с дрона
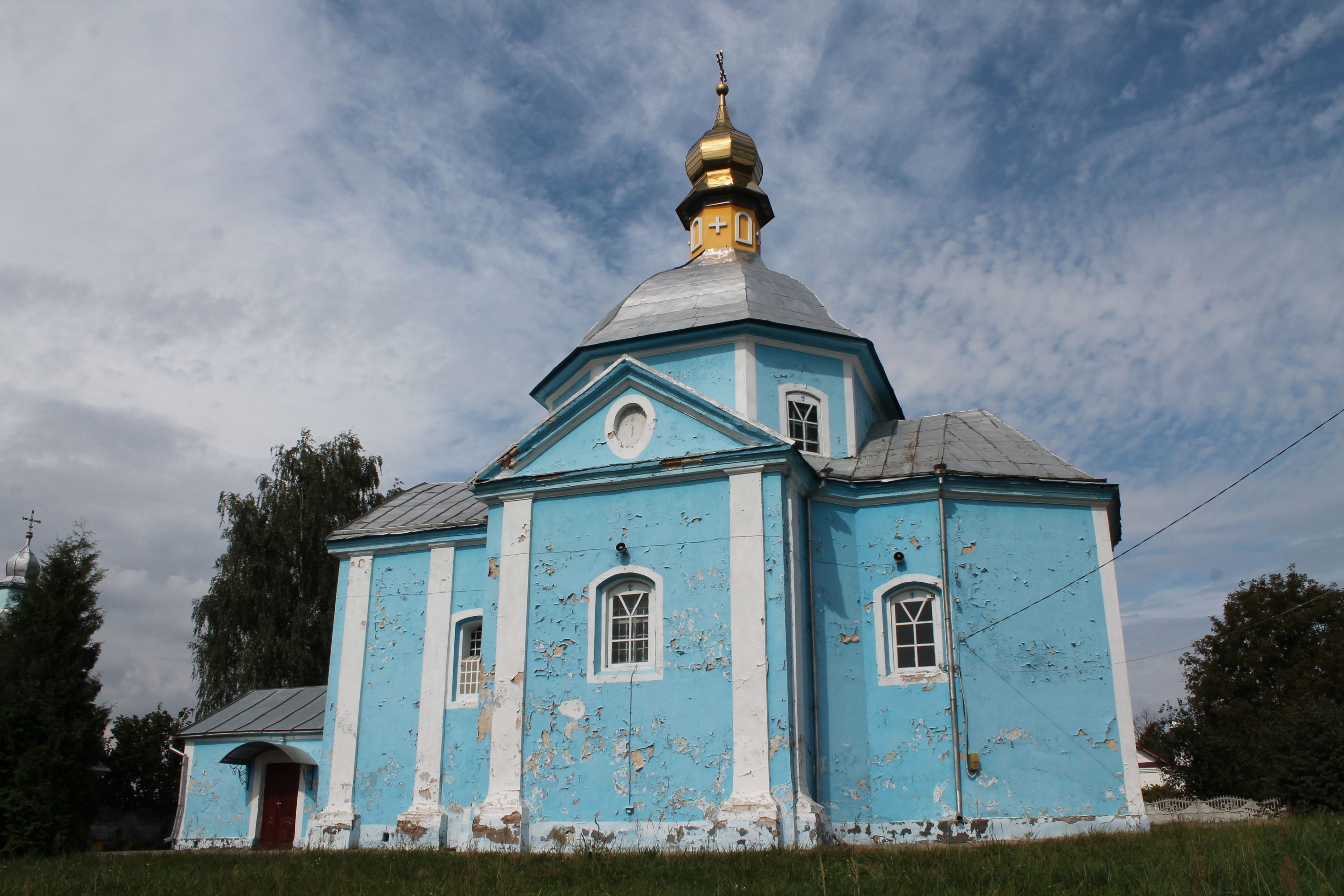
Церковь Зачатия св. Анны

## «Ода на взятие Хотина»
В связи со взятием Хотина 19 августа 1739 г. М. В. Ломоносовым в Германии была написана «Ода блаженныя памяти Государыне Императрице Анне Иоанновне на победу над турками и татарами и на взятие Хотина 1739 года» — одно из первых стихотворных произведений русской литературы, заложившее основы силлабо-тонического стиха, нашедшего наиболее завершенное и совершенное выражение в творчестве Пушкина.

## Хотин в истории еврейской литературы

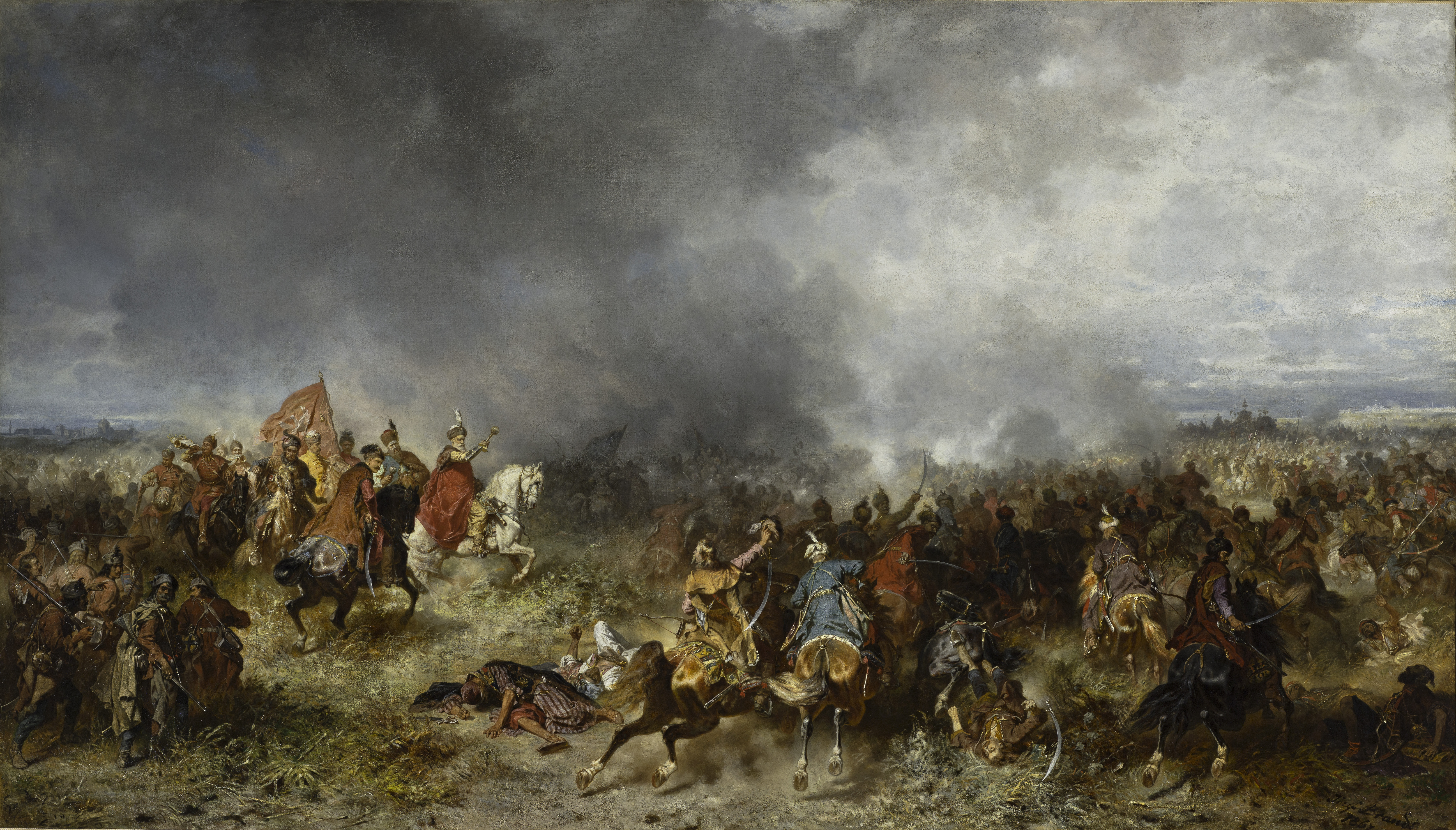
Ян Кароль Ходкевич (в красном) при Хотине, 1621 год (картина Юзефа Брандта)

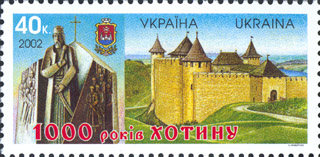
Почтовая марка Украины, посвящённая 1000-летию Хотина

В начале XX века Хотин слыл одним из основных центров еврейской словесности Бессарабии, уступая уровнем литературной жизни пожалуй лишь Липканам того же Хотинского уезда, которые поэт Хаим-Нахман Бялик прозвал «бессарабским Олимпом». В городке жили и начинали творить писатели и поэты:
- Лейзэр-Дувид Розенталь (1856, Хотин — 1932, Одесса) — с 1861 года жил в Теленештах, в 1918—19 годах в Теплике (Подолия), затем в Одессе, печатался с 1880-х годов в сборниках М. Спектора «һойз-фрайнд» (Друг дома), газетах «Дэр Юд» (Еврей), «Дос Лэбм» (Жизнь), «Момент», в 1904 году выпустил при одесской газете «Дос Лэбм» серию переводов в пяти выпусках (Максим Горький, А. П. Чехов, Брэт Гарт), издал документальный материал о погромах периода Гражданской войны на Украине (на иврите в 1927—31 годах, затем и на идише)
- Гдалье Липинер (1876—1933) — баснописец, автор детских стихотворений и просветитель
- Шопсэ Лернер (1879—1913), учительствовавший в Бельцах, автор песен, стихов, пьес, переводов с русского и немецкого языков, книг «Ын Дэр Фрэмд» (На чужбине) и «Ди Идише Торбэ» (Еврейская торба);
- Исроэл Гойхберг, работавший в Бостоне и Нью-Йорке
- родившийся в соседних Малинцах Эйнэх Аккерман (1901—1970), дебютировавший в кишинёвском журнале «Дэр Моргн» (Утро) и в 1920 году уехавший в Нью-Йорк, где публиковался под именем «А Молэницер» (Из Малинец) и где выпустил поэтический сборник «Рефлексн» (Рефлексы, 1932);
- Гершн Киржнер (1905—?), чей стихотворный сборник «һайнт Ун Моргн» (Сегодня и завтра) вышел в Черновцах в 1935 году
- Ривке Ройзенблат, собравшая более 2 тысяч народных песен
- Симхэ Меламед, опубликовавший свою первую книгу «Лидэр Ун Дэрцейлунген» (Стихи и рассказы) уже в США в 1923 году
- погибший на фронте Мэндэлэ Нерман, публиковавший поэзию в кишинёвской ежедневной газете «Ундзер Цайт» (Наше время)
- автор нескольких книг поэзии Фройем Ройтман
- впоследствии валлонская франкоязычная поэтесса Хелен Гительман
- прозаик Мойше Гицис
- прозаик Эле Липинер и другие.

В этом всплеске творческой активности немаловажную роль сыграл Азриэл Яновер, как учитель еврейского языка и литературы нескольких поколений хотинских литераторов.

## Уроженцы
- Григорий Иванович Колпакчи — французский египтолог и мистик, сын врача Хотинской городской больницы Ивана Марковича (Ионы Мордковича) Колпакчи (1857—1909).
- Шкабара Екатерина Алексеевна (* декабрь 1912 (1913), г. Хотин — 2002) — украинский кибернетик, один из творцов первой в континентальной Европе электронно-вычислительной машини «МЕСМ». Лауреат Премии АН Украины имени С. А. Лебедева.
- Бернард Розенквит — художник и график.
- Виктор Юльевич Розенцвейг — советский лингвист в области теории перевода.
- Александр Хунович Трахтенберг — российский хирург-онколог.

## Фильмы, снятые в Хотине
- Русалочка
- Гадюка
- Захар Беркут

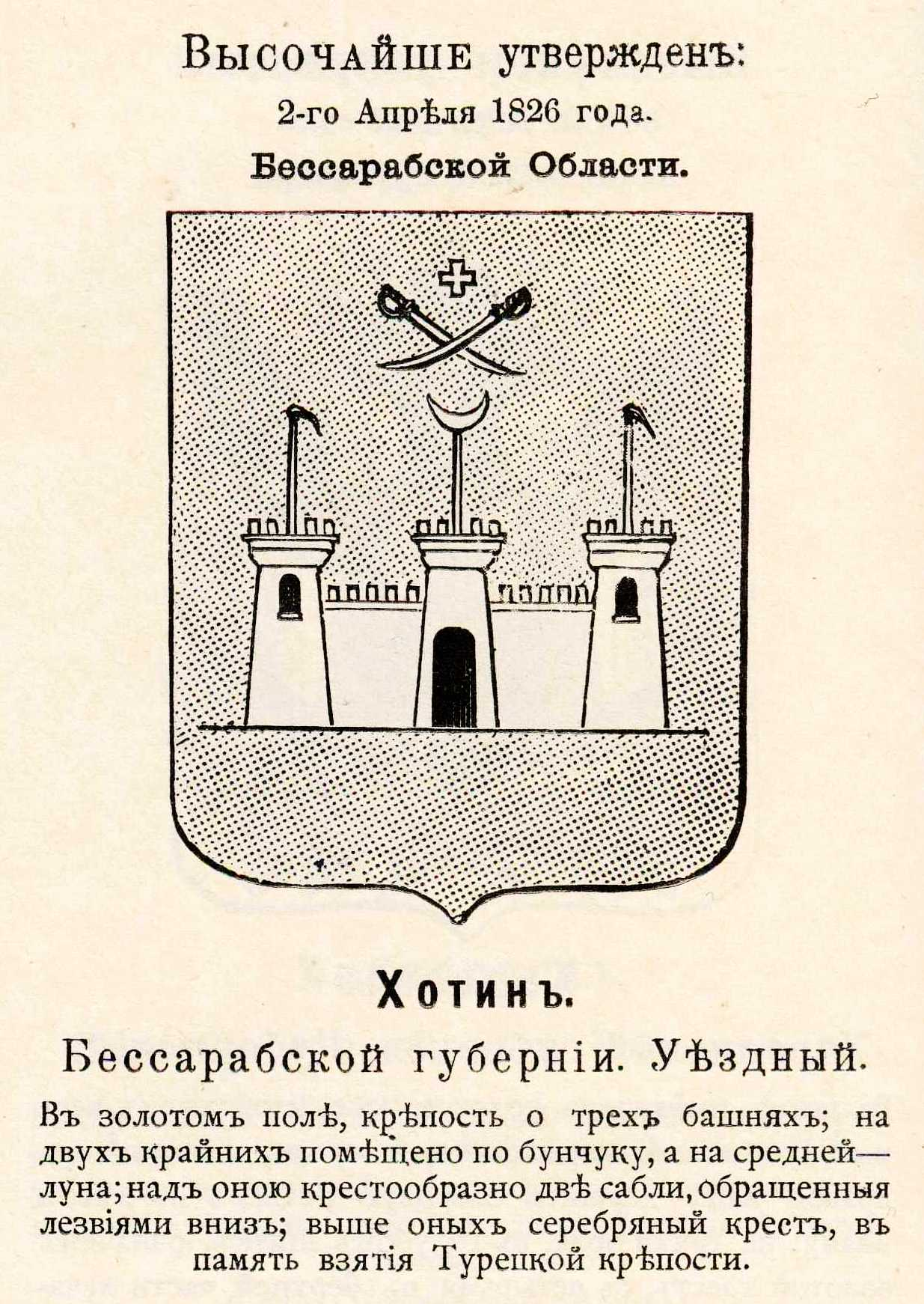
Гласный герб Хотина с официальным описанием. 1826

- Баллада о доблестном рыцаре Айвенго
- Д’Артаньян и три мушкетёра (видовые кадры)
- Чёрная стрела
- Старая крепость
- Стрелы Робин Гуда
- Тарас Бульба
- На войне как на войне
- Могила Льва
- Ясса